# المرابطين (سيدي المخفي)
المرابطين هي إحدى مشيخات المملكة المغربية، تتبع جغرافيا لإقليم إفران وإداريًا لسيدي المخفي. يقدر عدد سكانها بـ 19841 نسمة حسب الإحصاء الرسمي للسكان والسكنى لسنة 2004.